# Juta Dánská
Juta Dánská, známá též jako Judita (1246-1286/95) byla dánská princezna z rodu Estridsenů.

## Původ
Narodila se jako čtvrté dítě (třetí dcera) ze šesti potomků dánského krále Erika Plovpenninga a jeho manželky Juty Saské († před r. 1267), dcery saského vévody Albrechta I. († 1261) a jeho první manželky Anežky Babenberské (1206-před 1237). Oba její bratři zemřeli jako nemluvňata a naživu zůstaly jen čtyři dívky. Dvě starší sestry se staly královnami - Žofie (cca 1240-1286) jako manželka švédského krále Valdemara Birgerssona švédskou královnou a Ingeborg (ca 1244-1287) jako manželka norského krále Magnuse VI. královnou norskou; mladší sestra Agnes (1249-cca 1290) se po Jutě stala abatyší kláštera v Roskilde.

## Biografie
Juta osiřela ve čtyřech letech roku 1250, když byl její otec zavražděn; její matka se vzápětí znovu provdala. Starší sestry byly provdány za královské manžele, Juta a její mladší sestra Agnes byly posléze umístěny v dominikánském klášteře sv. Anežky (Agnety) v Roskilde. Tento klášter byl založen roku 1264 jménem princezny Agnes, jež byla oficiálně jmenována jeho zakladatelkou a poté byla ustavena jeho první abatyší, roku 1266 se zde abatyší stala Juta. Ani jedna ze sester však nenašla v přísném a osamělém klášterním životě zalíbení a obě klášter opustily v roce 1270, záhy poté, co roku 1269 jejich starší sestra Žofie, švédská královna, uskutečnila cestu do Dánska, aby navštívila otcův hrob a viděla tyto své mladší sestry Agnes a Jutu, pobývající v té době ještě v klášteře v Roskilde.
Tři roky nato, roku 1272 navštívila Juta Švédsko. Zde se stala milenkou Žofiina manžela krále Valdemara, svého švagra; z jejich vztahu se roku 1273 narodilo dítě; někdy se uvádí dcera, jindy syn jménem Erik. O rok později se Juta vrátila do kláštera a Valdemar byl přinucen uskutečnit kajícnou pouť do Říma a žádat papeže Řehoře X. o rozhřešení. Podle legendy měla Žofie říci: "Nikdy se nevzpamatuji z tohoto zármutku. Proklet budiž den, kdy má sestra spatřila švédské království."
Juta se vrátila do kláštera, nyní již ovšem nikoli jako abatyše. Zde strávila zbytek svých dní. Dánský král Erik V. Dánský (Jutin bratranec) odepřel Jutě a Agnes dědictví po jejich otci; to však bylo vyplaceno poté, co v roce 1284 sestry získaly svá práva zpět. Zhruba v této době se Agnes údajně provdala za svého bratrance Erika Longbona, lorda z Langelandu. Žofie zemřela roku 1286. Někdy po roce 1290 zemřela Agnes. Juta sama zemřela někdy mezi lety 1286 - 1295.